# Бюльбюль рудогузий
Бюльбю́ль рудогузий (Pycnonotus leucotis) — вид горобцеподібних птахів родини бюльбюлевих (Pycnonotidae). Мешкає в Західній і Південній Азії. Раніще вважався конспецифічним з білощоким бюльбюлем.

## Опис

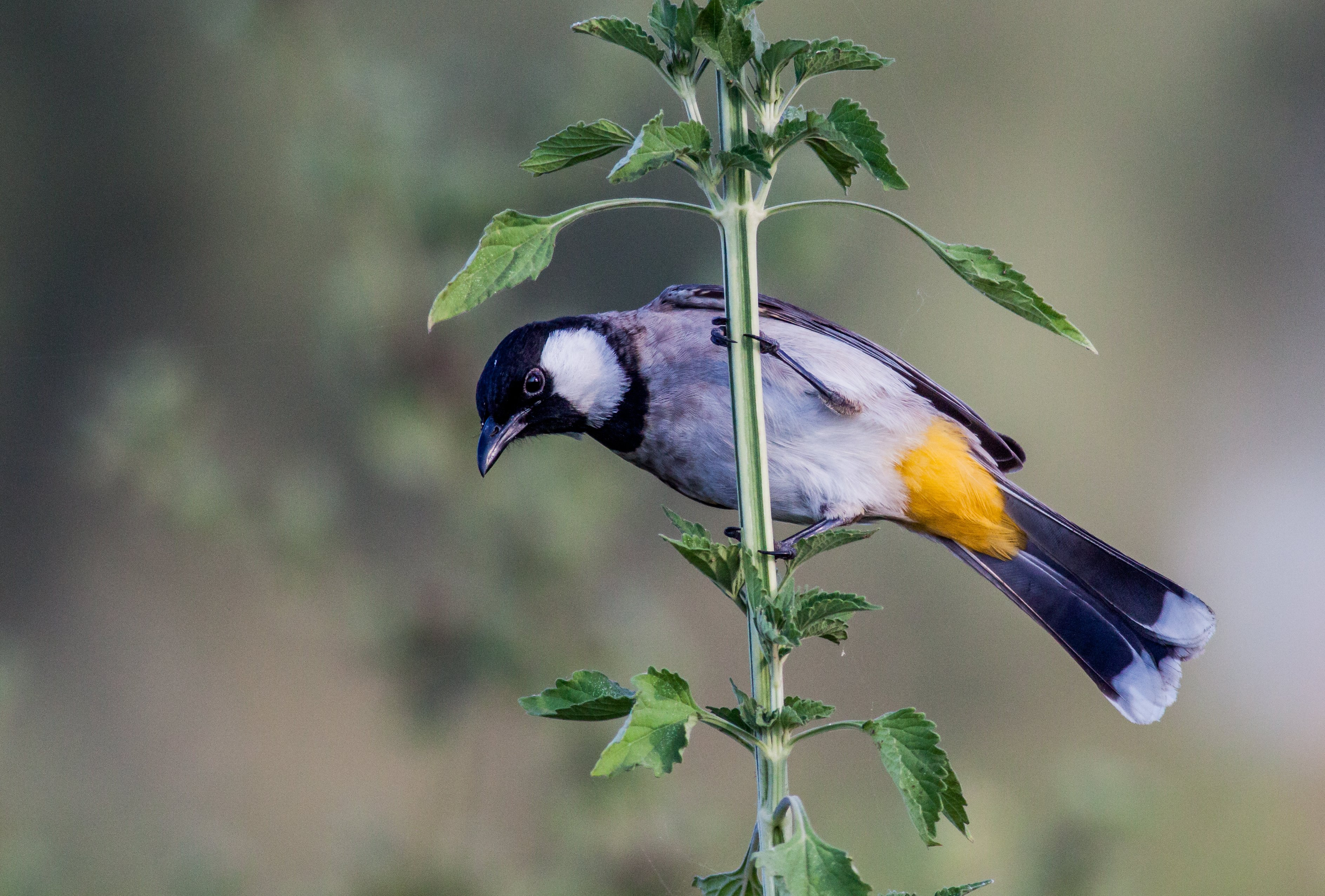
Рудогузий бюльбюль

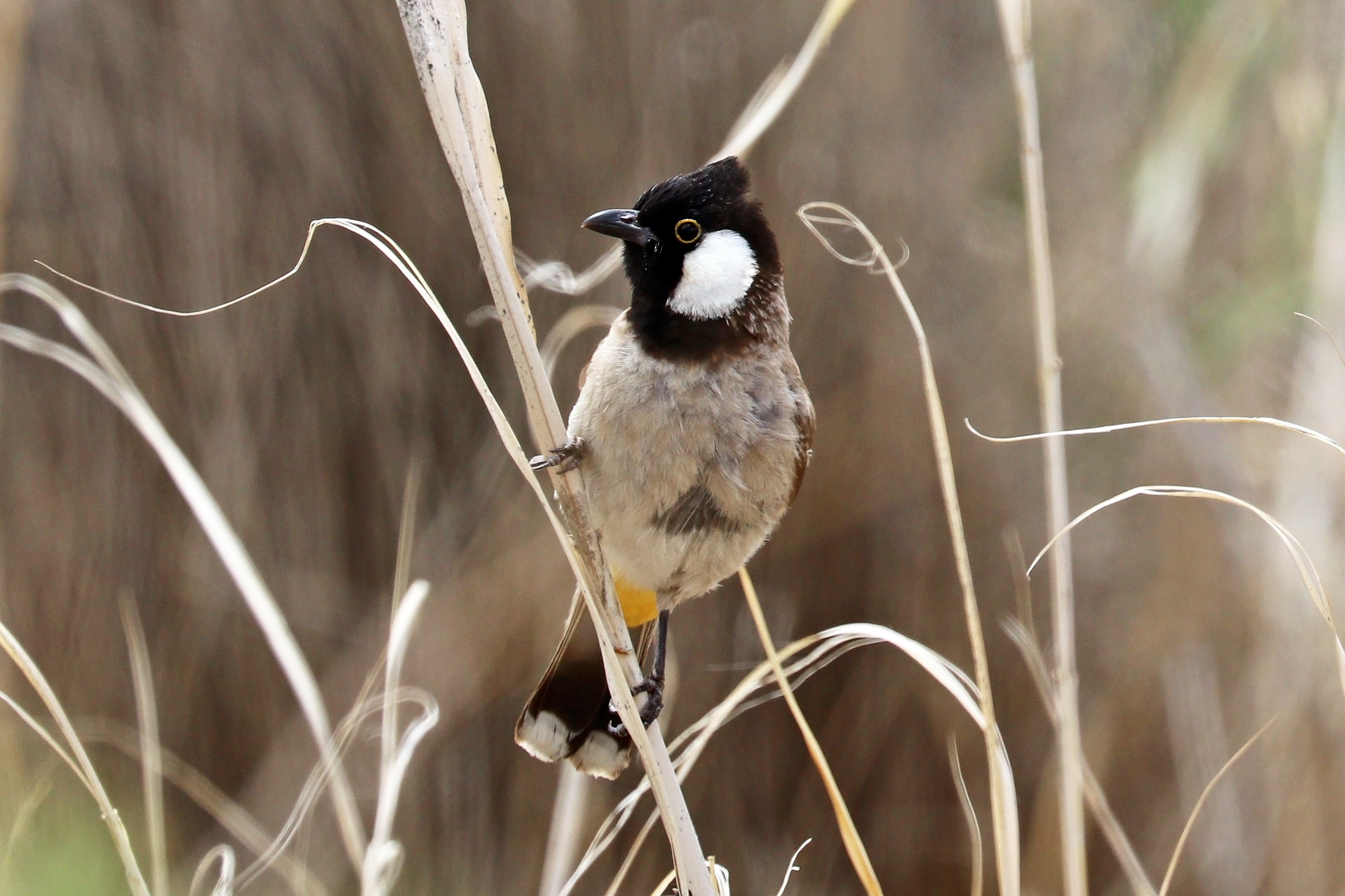
Рудогузий бюльбюль (підвид P. l. mesopotamia, заповідник Ель-Азрак, Йорданія)

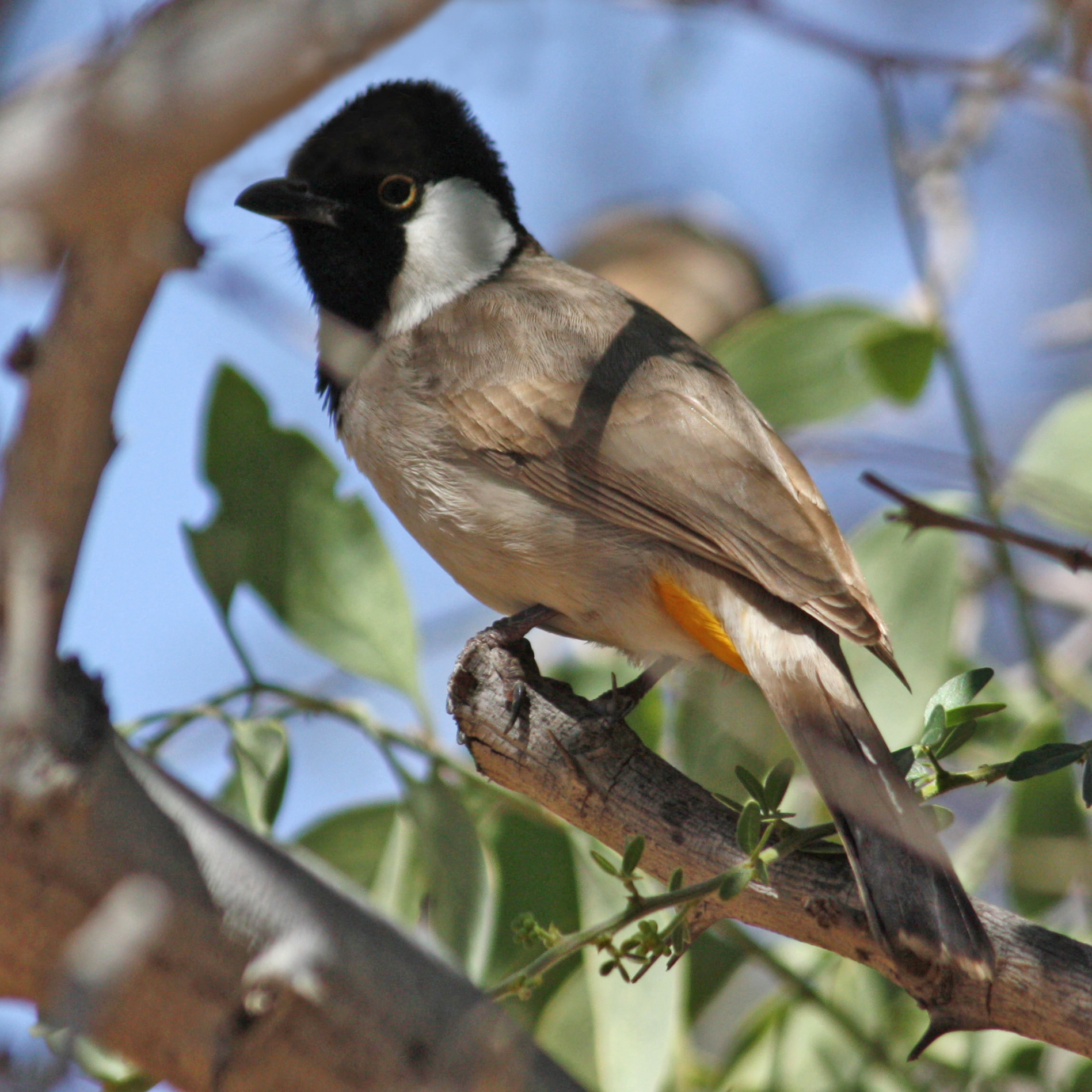
Рудогузий бюльбюль (Оман)

Довжина птаха становить 17-19 см. Верхня частина тіла сірувато-коричнева, нижня частина тіла світло-сіра, гузка оранжева. Голова чорна, на щоках великі білі плями. Хвіст темний, на кінці білий. Навколо очей світлі кільця. Виду не притаманний статевий диморфізм.

## Підвиди
Виділяють два підвиди:
- P. l. mesopotamia Ticehurst, 1918 — східна Аравія, Месопотамія і південно-західний Іран;
- P. l. leucotis (Vieillot, 1818) — південний Іран, Пакистан, південний Афганістан і північно-західна Індія.

## Поширення і екологія
Рудогузі бюльбюлі мешкають в Омані, ОАЕ, Катарі, Саудівській Аравії, Бахрейні, Кувейті, Іраці, Ірані, Пакистані, Афганістані та Індії, зустрічаються в Сирії, Туреччині, Ізраїлі та Йорданії (де також існує інтродукована популяція в районі Ель-Азраку. Вони живуть в сухих саванах і чагарникових заростях, на болотах, в пустелях, на полях і плантаціях, в парках і садах. Зустрічаються парами або невеликими зграйками. Живляться плодами і комахами. Сезон розмноження триває з березня по червень. В кладці 3-4 яйця. Інкубаційний період триває 12-14 днів.